# Post Tower
Post Tower er logistikkoncernen Deutsche Posts hovedkontor i Bonn i Tyskland. Bygningen er en 162½ meter og 41 etager høj kontorbygning, der blev tegnet af den tysk-amerikanske arkitekt Helmut Jahn. Bygningen er den niendehøjeste skyskraber i Tyskland og den højeste bygning i Tyskland beliggende udenfor Frankfurt am Main.